# M320 グレネードランチャー
M320 グレネードランチャーは、アメリカ軍が採用している40mm 擲弾発射器である。コンペティションにより2006年にH&K社との間に契約が交わされ、現在実戦配備が始まっている。アメリカ海兵隊でもM203 グレネードランチャーの後継として採用する計画がある。
H&Kでの型式はH&K GLMである。

## 概要

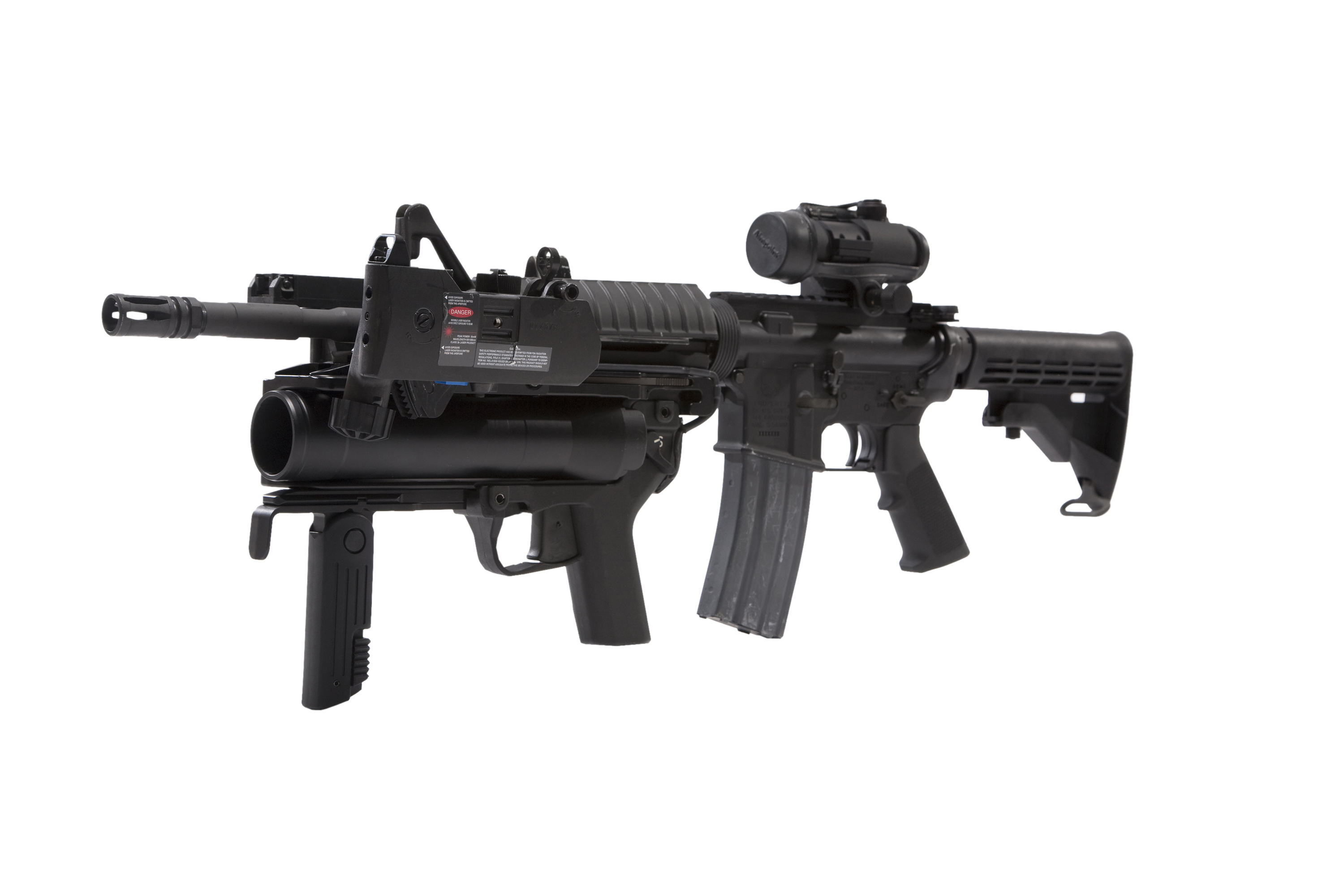
M4カービンに取り付けられたM320と光学サイト

基本的な運用方法はM203に近い。すなわち、40×46mmグレネード単発を装填・発射し、ピカティニー・レールを介してM4カービンの銃身下に装着できるほか、ストックなどのアクセサリーを取り付ければ単体（Stand-Alone）でも使用可能である。
弾薬の装填は、銃身を銃口付近のヒンジを支点に銃尾を左側にスイングし薬室を開放、銃尾から弾薬を装填する。M203は銃身を前にスライドさせて薬室を開放する構造のため、装填できる弾薬の長さに制限があったが、M320はいかなる長さの弾薬も使用可能である。特に非致死性の弾薬は長いものが多い。セーフティレバーは左右両側から操作できる。
以下の点でM203と違いがある。
- M320にはピストルタイプのグリップがある。M203にはグリップはなく、装着した銃本体のマガジンをグリップのように利用する。
- 照準器は本体側面に位置している。アサルトライフルに取り付ける際、M203のようなM203用照準器付きの専用ハンドガードに付け替える必要がない。
- ダブルアクションによる撃発となった。これにより、もし不発だった場合、射手はトリガーを引きなおすだけで再度射撃を試みることができる。M203はシングルアクションであったため、不発だった場合はコッキングのために再び銃身をスライドさせてから引き金を引く必要があった。

## バリエーション
XM320
試作型。形態はオリジナルのH&K AG36に近い。

## ギャラリー

M320単体での射撃訓練を行う第204旅団支援大隊所属の兵士
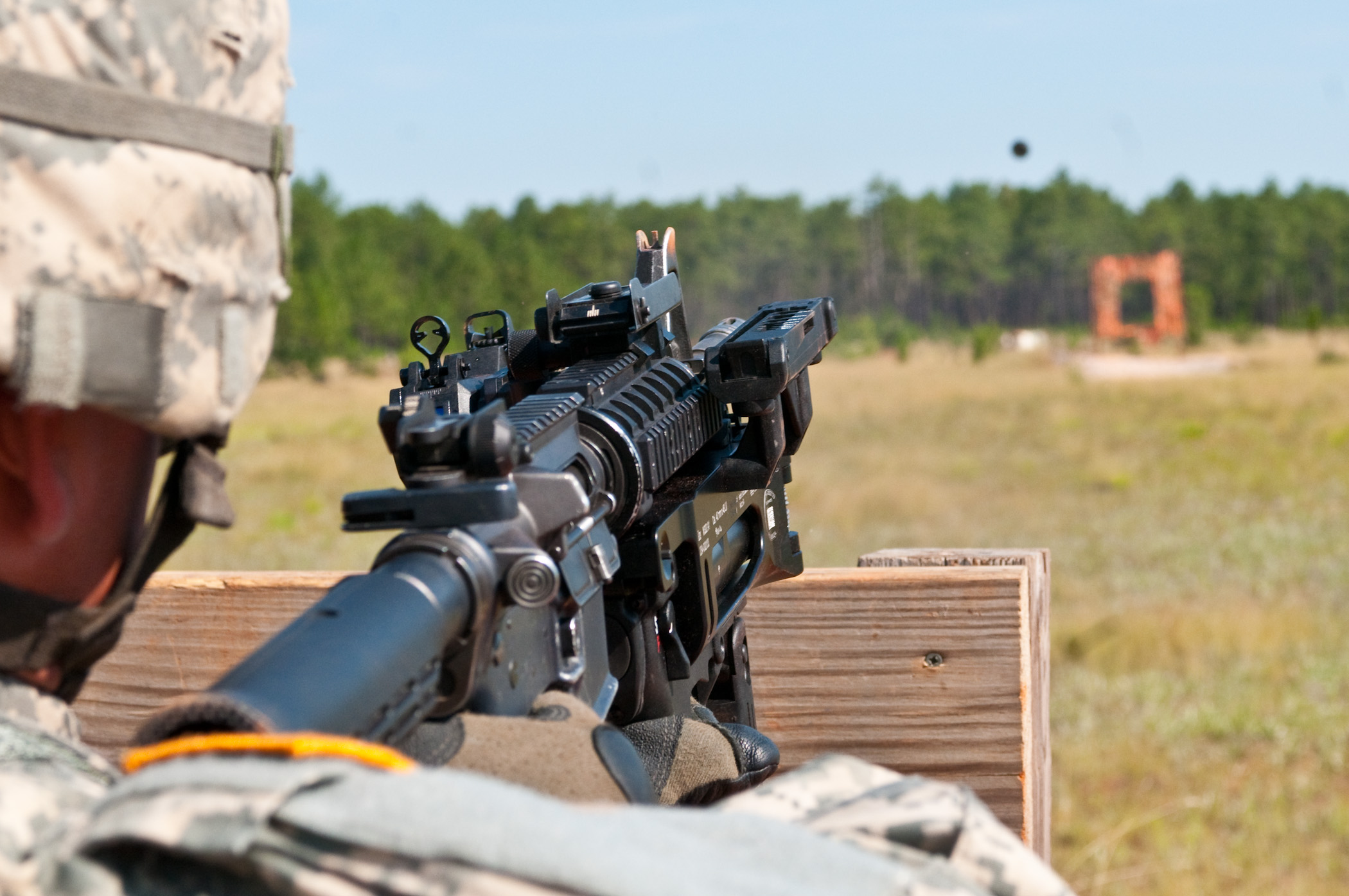
M320から演習弾を発射した第82空挺師団第1旅団特別任務大隊の兵士
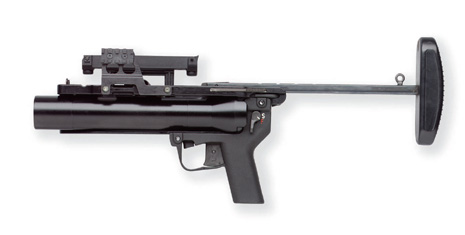
XM320 グレネードランチャー

## 登場作品

### 小説
『バイオハザード: ヴェンデッタ』
ノベライズ版に登場。クリス・レッドフィールドがHK416に取り付けたものを使用し、本作のラスボス、アリエゴに対して40ミリ対装甲榴弾を発射する。

### ゲーム
『BulletForce』
「M320 HE」や「M320 DART」として単体でサブ武器として登場している。
『Ironsight』
ピストル等のサブウェポンとして装備する事ができる。装着はできず、単体で使用する。
『アークナイツ』
狙撃オペレーターの「カタパルト」が単体で使用する。イラストから見て装填機構が単発リロードではなく、チューブ型のバレットベルトで擲弾を補充する仕組みに改造されていることが確認できる。
『コール オブ デューティ』シリーズ
『CoD:MW3』
SCAR-LやG36Cなどに装着可能なほか、単体でも登場する。
『CoD:BO2』
「グレネード-L」の名称で登場し、SCAR-HやM27などに装着可能。『CoD:MW3』と違い、単体では使用不可。
『ドールズフロントライン』
メンタルアップグレード(ランクアップ)を行ったHK416の戦術人形「416 MOD3」が単体で使用。戦闘中におけるデフォルメのモデルもスキルを発動する際に榴弾を発射する様子が描かれている。
『バトルフィールド』シリーズ
『BFBC』
XM8に装着されて登場する。
『BF3』
単体で使用できるほか、ほとんどのアサルトライフルに取り付け可能。しかし、AK系のアサルトライフルに取り付けると自動的にGP-30に変更される。
『BF4』
BF3と同様、ほとんどのアサルトライフルに取り付け可能で、AK系のアサルトライフルに取り付けると自動的にGP-30に変更される。
『BFH』
『ブルーアーカイブ -Blue Archive-』
ミレニアムサイエンススクール所属の花岡ユズが単体を、ゲヘナ学園所属の鰐渕アカリがHK416の下部に装備している。